# Rio de Emocion
『Río de Emoción』（リオ・デ・エモシオン）は、Dragon Ash6枚目のアルバム。2005年9月7日 にMOB SQUADからリリース。

## 概要
- タイトルの「Río de Emoción」はスペイン語で「感情の川」を意味する。
- ラテン調の曲風が強くエレクトロニカ調の曲も含まれる。
- 初回盤:MOB net MEMBERSシークレット・コード封入。
- 13thシングル「Shade」は未収録。
- 3度目のオリコンアルバムチャート1位。
- 2023年現在このアルバムのほとんどの楽曲がライブで演奏されておらず、「Los Lobos」「crush the window」が数年に1度披露される程度である。
- 『25 - A Tribute To Dragon Ash -』では04 Limited Sazabysが「crush the window」をカバーしている。

## 収録曲
作詞：Kj　作曲・編曲：Dragon Ash（特記以外）
1. Intro（1:16）
2. Los Lobos（4:23）
  - アルバムのリードトラック。
3. Resound feat.HIDE,136（4:47）
  - 作詞：Kj HIDE
  - 「Crush the window」C/W曲。
  - Dt.のHIDE、友人の136が参加。
4. Palmas Rock feat.UZI-ONE（4:23）
  - 作詞：Kj UZI-ONE
  - NISSAN「Cube」CMイメージソング。
  - AGGRESSIVE DOGSのUZI-ONEが参加。
5. Scarlet Needle（4:28）
6. 夕凪Union（4:42）
  - 15thシングル。
7. The Narrow Way（3:36）
8. Cloverleaf（3:53）
9. Illogical（1:15）
10. Round Up（4:29）
  - 「夕凪Union」C/W曲。
11. Loca Burnin'feat.アイニ,Shinji Takeda（4:15）
  - 作詞：Kj アイニ
  - smorgasのアイニ、nidoのメンバー武田真治が参加。
12. Crush the window（4:19）
  - 14thシングル。
13. 朝凪Revival（4:28）
  - 作詞：Kj & Christopher Tatum La Ron Wilburn
  - 作曲：Dragon Ash & Christopher Tatum La Ron Wilburn
  - コーラス導入曲。
14. See you in a Flash（9:41）
15. Something in view
  - 隠しトラック

## 演奏
- 武田真治：Saxophone (#11)
- ひばり児童合唱団：Chorus (#13)
- 峰岸由佳：Conductor (#13)
- 飛澤正人：Programming